# Demon Maxwella

Demon Maxwella

Demon Maxwella – hipotetyczna istota zaproponowana przez Jamesa Clerka Maxwella jako rodzaj eksperymentu myślowego, mającego unaocznić sens fizyczny drugiej zasady termodynamiki, zabraniającej między innymi powstania znacznej różnicy temperatur dwóch odizolowanych od otoczenia ciał mających pierwotnie tę samą temperaturę i mogących swobodnie wymieniać między sobą ciepło lub masę. Precyzyjniej mówiąc, bez demona żaden układ termodynamicznie izolowany nie może zmniejszać swojej entropii.
Oryginalna definicja demona została podana przez jego autora w 1867 r.:
"... jeśli wyobrazimy sobie istotę potrafiącą podążać za każdą molekułą z osobna, to taka istota, mimo iż posiadałaby takie same atrybuty istnienia jak my, byłaby zdolna do czynów, które są dla nas niewykonalne. Jak dowiedliśmy, cząsteczki w naczyniu pełnym powietrza w stałej temperaturze poruszają się z najróżniejszymi prędkościami, jednakże średnia prędkość dowolnej dużej, losowo wybranej ich liczby jest zawsze niemal jednakowa. Wyobraźmy sobie, że naczynie to jest podzielone na dwie części A i B przegrodą, w której znajduje się mały otwór, a nasza istota, zdolna widzieć pojedyncze cząsteczki, otwiera i zamyka ten otwór, tak aby przepuszczać tylko szybsze cząsteczki z A do B i tylko wolniejsze z B do A. Będzie ona zatem bez wydatkowania pracy zwiększała temperaturę B i zmniejszała A, w sprzeczności z drugim prawem termodynamiki".
Możliwość istnienia demona Maxwella stanowiła swoisty paradoks termodynamiki. W 1929 r. Leó Szilárd i niezależnie Léon Brillouin zasugerowali rozwiązanie tego paradoksu przy pomocy teorii pomiaru. Według Szilárda demon Maxwella musiałby wydatkować energię na dokonywanie pomiaru prędkości cząsteczek i jednocześnie stanowiłby część układu termodynamicznego, w którym zaburzałby równowagę przez selekcjonowanie cząsteczek. Źródło energii wydatkowanej na pomiar przez demona musiałoby zatem również być częścią tego układu. Jakkolwiek demon zmniejszyłby entropię w zbiorniku powietrza, to jednak odbyłoby się to kosztem wzrostu entropii jego źródła energii i bilans entropii całego układu nadal pozostawałby dodatni. Pozwala to na zbudowanie silników cieplnych, w których praca jest wytwarzana dzięki gromadzeniu informacji (zarówno kwantowej jak i "klasycznej").
W 1960 r. Rolf Landauer stwierdził jednak, że teoretycznie możliwe jest dokonanie pomiaru bez zwiększania entropii układu pod warunkiem, że pomiar odbywałby się w oparciu o dowolne zjawisko odwracalne termodynamicznie w skali czasu proporcjonalnej do szybkości procesu selekcji tych cząsteczek. W 1982 r. Charles H. Bennett obronił jednak koncepcję Szilarda stosując do niej teorię informacji. Zakładając nawet, że demon potrafi dokonywać pomiaru prędkości cząsteczek stosując do tego jakieś zjawisko odwracalne, musi on gdzieś gromadzić informacje o tych prędkościach. Można przyjąć nawet, że potrafi on gromadzić informację, stosując do tego celu zjawisko odwracalne termodynamicznie, a zatem gromadzenie informacji będzie również zmniejszać entropię całego układu. Zakładając jednak, że jego pamięć ma skończoną pojemność, będzie on musiał w końcu zacząć ją kasować. Kasowanie informacji jest zawsze procesem nieodwracalnym termodynamicznie, a zatem w końcu doprowadzi do wzrostu entropii całego układu składającego się z naczynia z powietrzem, demona i jego gigantycznej pamięci. Można więc powiedzieć, że demon może funkcjonować, ale nie bez końca i kiedyś musi się wreszcie "poddać" lub wydatkować energię na wykasowanie zgromadzonych informacji.
W 2013 roku teoretycznie udowodniono istnienie demona Maxwella będącego kropką kwantową.
W istocie w przyrodzie istnieje wiele zjawisk, które czasowo działają tak jak demon Maxwella, tzn. są zdolne do samoorganizacji, pozornie przeczącej II zasadzie termodynamiki. Najlepszym tego przykładem są wszystkie istoty żywe. Tego rodzaju zjawiska nie zachodzą jednak nigdy w układach izolowanych termodynamicznie i możliwość samoorganizacji czerpią zawsze ze wzrostu entropii otoczenia. Ponownie najlepszym przykładem tego są istoty żywe, które porządkują się wewnętrznie kosztem wzrostu entropii na zewnątrz, w procesach np. katabolizmu  (spalania związków organicznych), powodujących ich rozpad i  wytwarzanie ciepła, wody i dwutlenku węgla.